# Агнешка Махувна
Агнѐшка Маху̀вна (на полски: Agnieszka Machówna) е полска измамница и бигамистка със селско потекло, която твърди, че е потомка на аристократичното семейство от рода Зборовски.

## Биография
Агнешка Махувна се ражда около 1648 година в полското село Колбушова. Вероятно получава името Ядвига при кръщенето си. Първоначалнот момичето се намира под опеката на майка си, която работи в двора на Любомирците. Там Агниешка се учи да пише и чете, ходейки на уроците за деца от шляхтата. Майката на Агнешка умира и за младата девойка започва да се грижи леля ѝ, където Агнешка пасе гъски.
Агнешка Махувна печели симпатиите в двора и благодарение на помощта на Хелена Текля Осолинска взема за мъж Бартош Заторски. След известно време жената на Заторски решава да отиде в Краков, където, използвайки фалшиво име, става много известна. Агниешка получава безброй скъпи подаръци от благородниците. След това се връща в Колшубова, където мъжът ѝ ѝ прощава за предателството, което направила в Краков.
Около 1670 Агнешка отива във Варшава. Тя фалшифицира документите и, под измислено име, заживява във Варшава. Подвизава се за Александра Зборовска, дъщеря на Мачин Зборовски. Възползва от факта, че родът Зборовски е почти изчезнал и никой не би могъл да оспори историята ѝ. Според Агнешка, тя е трябвало да се укрива в селска колиба от враждебни армии. Наема апартамент във Варшава и се движи с прислужница. От Агнешка се заинтересувал живеещия в двора на Елеонора Мария Хабсбург-Австрийска (жена на крал Михал Корибут) австрийски офицер Колати и двамта се омъжили, въпреки факта, че тя е жена на Бартош Заторски.
Агнешка заминава за Виена заедно с втория си мъж. След известно време двамата се скарват, заради поредната и изневяра. Колати разбира, че тя не е Александра Зборовска и се разделя с нея. Агнешка се обръща с оплакване към Леополд I, твърдейки, че мъжът ѝ я отвлякъл от манастира и пропилял зестрата ѝ. Императорът нарежда да се плати обезщетение на Агнешка. С получените пари тя заминава за Италия. След връщането си във Виена, тя среща шестнадесетгодишния Станислав Рупниевски, богат благородник. Двамата се оженили и отишли в Париж. Агниешка забременява. Неочаквано Рупневски умира, а Агнешка се връща в Полша.
След завръщането си в Полша, Агнешка се заема с имота на Рупневски. Родила детето от третия си съпруг. За имота на Станислав Рупниевски се грижи и сестра му Анна Шембек (жена на Франчишек Шембек). Сестрата на починалия съпруг на Агнешка разбира, че тя е флашифицирала документите си и подава дело в трибунала в Люблин, обвинявайки Агнешка за селско потекло и се опитва да докаже, че бракът с Рупниевски е невалиден, тъй като тя все още е жена на Колати. Агнешка бяга до манастир, където взема четвърти съпруг – староста Кажимеж Домашевски. Анна Шембек намира първия мъж на Агниешки и го подкупва, за да обвини жена си в полигамия. По време на процеса Агниешка отхвърля всички обвинения. На фалшивото си свидетелство за раждане, Агнешка написала 1651 като година на раждане. Ана се свързва с втората жена на Марчин Зборовски, която по време на процеса казва, че не е майка на Агнешка. Оказва се, че Марчин Зборовски умира през 1649 година, тоест две години преди предполагаемото рождение на Агнешка.
Агнешка Махувна е обявена за виновна за фалшификация, изземване на имущество, прелюбодеяние и лъжесвидетелство. Осъдена е на смърт чрез екзекуция на 12 юли 1681 година.